# Karačići (Srebrenica, BiH)
Karačići su naselje u općini Srebrenica, Republika Srpska, BiH.

## Stanovništvo
Prema nacionalni sastav stanovništva 1991. godine, svih 410 stanovnika bili su Bošnjaci.